# Volodymyr Lukashev
Volodymyr Lukashev (Charkiv, 7 maggio 1936) è un direttore teatrale, produttore teatrale e docente ucraino, «Artista Popolare dell'Ucraina», vincitore di premi internazionali, professore.
Negli anni 1973-1988 - direttore dell'opera di Charkiv. Negli anni 1963-1989 professore della Charkiv National Kotlyarevsky University of Arts.
Dal 1996 è direttore della Filarmonica Nazionale dell'Ucraina. Dal 1999 professore del Conservatorio di Kiev.